# Julia Schacht
Julia Elise Schacht (* 13. Juli 1982 in Ringsaker auf Helgøya) ist eine norwegische Schauspielerin.

## Leben
Julia Schacht schloss ihre Schulausbildung mit musikalischen Profil auf der Foss videregående skole in Oslo mit einem Abitur ab. Anschließend studierte sie von 2008 bis 2009 an der Kunsthochschule Oslo (KHiO) eine Schauspielausbildung, die sie mit einem Bachelor absolvierte. Sie setzte ihr Studium an Osloer Schauspielschule Nordisk Institutt for Scene og Studio (NISS) fort. 
Im Jahr 2002 hatte Schacht ihren ersten Auftritt in dem Kurzfilm Summer Blues und 2005 debütierte sie als Filmschauspielerin in den norwegischen Film Naboer. 2005 wurde Julia Schacht in dem norwegischen Männermagazin Mann als Norwegens am meisten Sexy Frau tituliert.
Weitere Auftritte hatte sie 2010 in der Horrorkomödie Kurt Josef Wagle og legenden om fjordheksaI von Tommy Wirkola und 2011 in der Fernsehserie Dag 2013 spielte Schacht in der Fernsehserie Lilyhammer und 2014 in Mammon mit. Im Herbst 2014 spielte sie die Rolle der Linie Halvorsen in einigen Folgen in der norwegischen Seifenoper Hotel Cæsar. 2015 wirkte sie in der Fernsehserie Der Kampf um schweres Wasser mit. Im gleichen Jahr trat Schacht in dem Filmdrama Solness, einer deutschen Verfilmung des Theaterstückes Baumeister Solneß von Henrik Ibsen, als Hilde auf.

## Filmografie
- 2002: Summer Blues
- 2005: Next Door (Naboer)
- 2009: Svik
- 2010: Kurt Josef Wagle og legenden om fjordheksa
- 2010: Påpp & Råkk (Fernsehserie)
- 2010: Kiss Fight Smoke (Fernsehserie)
- 2011: Bambieffekten
- 2011: Dag (Fernsehserie)
- 2011: Mach’ mich an, verdammt nochmal! (Få meg på, for faen)
- 2011: Hjelp, vi er i filmbransjen
- 2013: Den siste dansen (Kurzfilm)
- 2013: Lilyhammer (Fernsehserie)
- 2014: Mammon (Fernsehserie)
- 2014: Stål (Kurzfilm)
- 2015: Der Kampf um schweres Wasser (Kampen om tungtvannet, Fernsehserie)
- 2015: Solness (Spielfilm)
- 2015: Hotel Cæsar (Fernsehserie)
- 2016: After Midnight (Kurzfilm)
- 2017: Melk (Fernsehserie)
- 2017: Juleblod
- 2017: Aurora (Kurzfilm)
- 2019: Utdrikningslaget
- 2020–2022: The Machinery (Maskineriet, Fernsehserie)
- 2021: Beforeigners – Mörderische Zeiten (Beforeigners, Fernsehserie)
- 2022: Fenris (Fernsehserie)